# Maracanaço
Maracanaço (em espanhol: Maracanazo) é o termo usado em referência à partida que decidiu a Copa do Mundo FIFA de 1950 disputada entre as Seleções do Brasil, anfitriã na ocasião, e do Uruguai, que venceu por 2–1 e deixou os brasileiros desolados. A partida ocorreu no recém inaugurado Estádio do Maracanã e é considerada um dos maiores reveses da história do futebol e, em particular, um dos maiores vexames do futebol brasileiro.

## Antecedentes

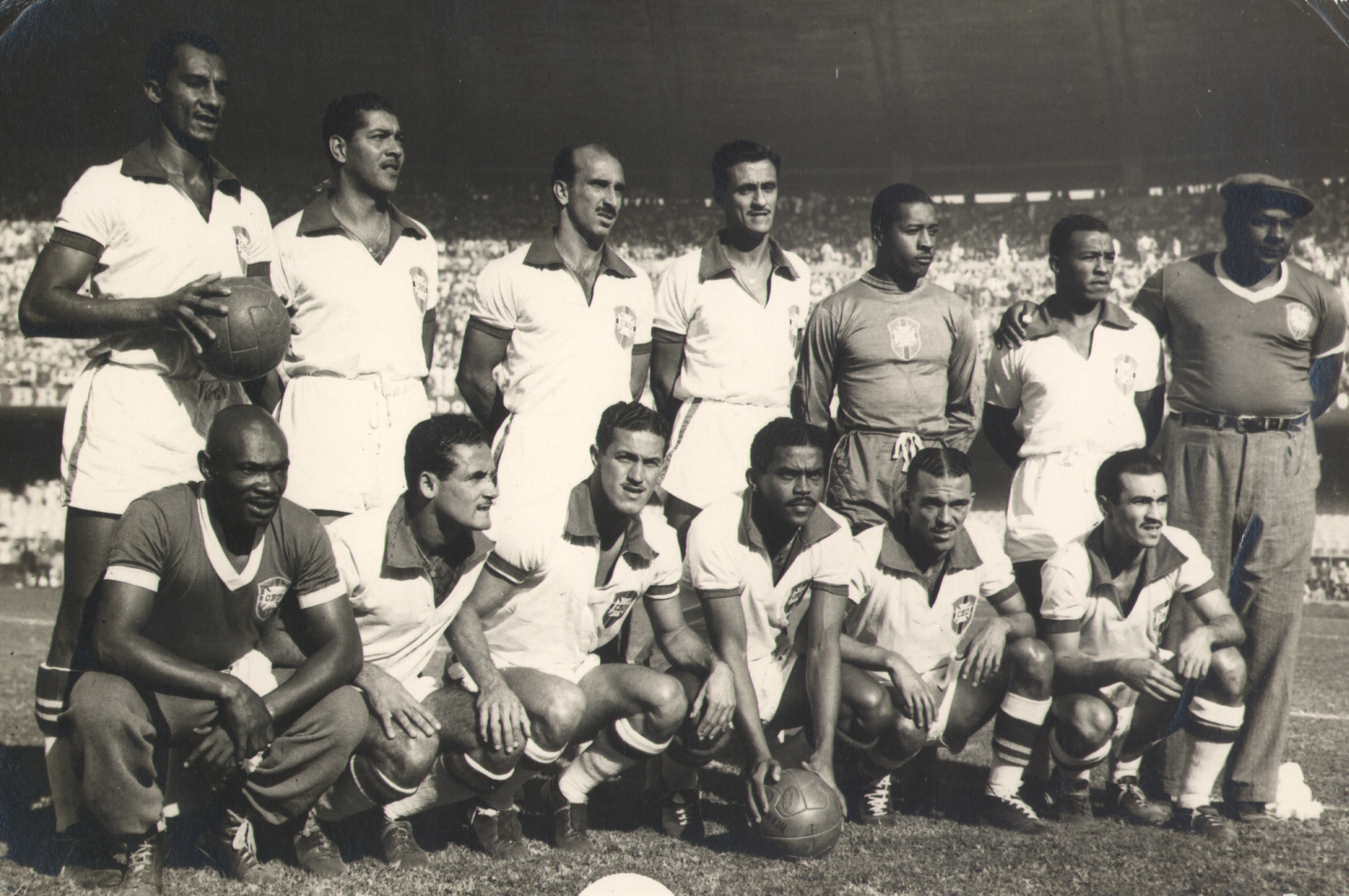
Seleção Brasileira na Copa do Mundo de 1950. Arquivo Nacional.

O caminho para o título da Copa do Mundo FIFA de 1950 foi particularmente sui generis: Em vez do sistema de jogos eliminatórios (que é comumente usado atualmente em todas as competições, não apenas de futebol), o regulamento determinava que o campeão seria definido através de jogos entre um grupo de finalistas. Os quatro finalistas foram:
- pelo Grupo 1, o Brasil, país-sede e grande favorito, que fizera boa campanha na fase de grupos com uma goleada de 4–0 sobre o México, seguido de um empate em 2–2 contra a retranqueira Suíça, a princípio visto com preocupação, mas depois da vitória por 2–0 sobre a Iugoslávia na partida seguinte, tomado como um mero acidente de percurso;
- pelo Grupo 2, a Espanha, que venceu todos os seus jogos na fase de grupos, deixando para trás os Estados Unidos por 3–1, o Chile por 2–0, e os inventores do esporte, a Inglaterra, por 1–0;
- pelo Grupo 3, a Suécia, que venceu a Itália por 3–2 e empatou com o Paraguai por 2–2, classificando-se por conta da vitória italiana sobre os guaranis;
- e pelo Grupo 4, o Uruguai que, por conta das desistências de diversas seleções classificadas, precisou jogar e vencer apenas uma partida para chegar às finais, esmagando a fraca Bolívia por 8–0.

O início da rodada final foi mais do que promissor para o público brasileiro e para a imprensa, pois o Brasil tinha vencido com folga os jogos contra a Suécia (7–1) e contra a Espanha (6–1). O Brasil tinha marcado quatro pontos, e era o líder do grupo; seguido pelo Uruguai, que apenas empatara com a Espanha (2–2) e conseguira uma vitória magra sobre a Suécia (3–2).  O Uruguai tinha, então, três pontos antes da rodada decisiva.
Apesar de não ter sido estruturada dessa maneira, a rodada final tinha no jogo Espanha-Suécia a disputa do "terceiro lugar", já que nenhuma das Seleções tinha chances matemáticas de ser campeã do torneio. Brasil-Uruguai era o "jogo decisivo". Um empate garantiria o título ao Brasil, devido ao número de pontos, e o Uruguai apenas a vitória para ser campeão da Copa. A equipe uruguaia jogou três jogos de futebol na Copa Rio Branco contra o Brasil alguns meses antes da Copa do Mundo, que resultou em duas vitórias brasileiras (2–1 e 1–0) e uma uruguaia (4–3). Assim, a diferença de qualidade entre as duas equipes não foi excessiva, embora a superioridade do ataque brasileiro fosse reconhecível (mas os uruguaios foram mais preparados taticamente).

## Classificação pré-jogo
| Quadrangular Final                                  | Quadrangular Final | Quadrangular Final | Quadrangular Final | Quadrangular Final | Quadrangular Final | Quadrangular Final | Quadrangular Final | Quadrangular Final | Quadrangular Final |
| Pos                                                 | Seleção            | Pts                | J                  | V                  | E                  | D                  | GP                 | GC                 | SG                 |
| --------------------------------------------------- | ------------------ | ------------------ | ------------------ | ------------------ | ------------------ | ------------------ | ------------------ | ------------------ | ------------------ |
| 1                                                   | Brasil             | 4                  | 2                  | 2                  | 0                  | 0                  | 13                 | 2                  | +11                |
| 2                                                   | Uruguai            | 3                  | 2                  | 1                  | 1                  | 0                  | 5                  | 4                  | +1                 |
| 3                                                   | Espanha            | 1                  | 2                  | 0                  | 1                  | 1                  | 3                  | 8                  | −5                 |
| 4                                                   | Suécia             | 0                  | 2                  | 0                  | 0                  | 2                  | 3                  | 10                 | −7                 |
| *Notas: 2 pontos para o vencedor e 1 para o empate. |                    |                    |                    |                    |                    |                    |                    |                    |                    |

| Resultados do Quadrangular Final | Resultados do Quadrangular Final | Resultados do Quadrangular Final | Resultados do Quadrangular Final |
| -------------------------------- | -------------------------------- | -------------------------------- | -------------------------------- |
| 9 de julho                       | Uruguai                          | 2 – 2                            | Espanha                          |
| 9 de julho                       | Brasil                           | 7 – 1                            | Suécia                           |
| 13 de julho                      | Brasil                           | 6 – 1                            | Espanha                          |
| 13 de julho                      | Uruguai                          | 3 – 2                            | Suécia                           |

|  |                                 |
|  | Eliminadas na disputa do título |

## Comemoração antecipada

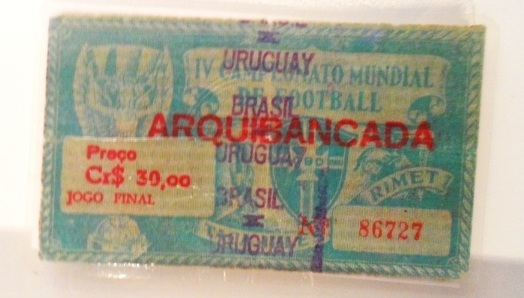
Ingresso para o jogo

A imprensa especializada e o público em geral já tinham começado a aclamar o Brasil como o novo campeão mundial, dias antes da final, e eles tinham razões para isso. O Brasil vencera suas duas últimas partidas, com um estilo de jogo muito ofensivo contra qual todos os esforços se tinham mostrado inúteis. Por outro lado, o Uruguai tinha encontrado muita dificuldade tanto no jogo contra a Espanha, como contra a Suécia, obtendo um empate contra os espanhóis e uma vitória magra sobre os suecos. Quando esses resultados eram comparados, ficava óbvio que o Brasil estava preparado para vencer facilmente o Uruguai, da mesma forma como tinha vencido a Espanha e a Suécia.
Na manhã de domingo, 16 de julho de 1950, as ruas do Rio de Janeiro estavam em polvorosa. Foi improvisado um carnaval sob o som de "O Brasil precisa vencer!".  Este espírito encorajador não cessou, até o início da partida final, que lotou o lendário Estádio do Maracanã com um público de aproximadamente 200 mil pessoas, um recorde mantido até hoje.
O clima já era exagerado e, para contribuir ainda mais com a ideia do “já ganhou”, minutos antes do jogo começar, o prefeito do Rio de Janeiro, Ângelo Mendes de Moraes, discursou no Maracanã com as seguintes palavras: “Vós brasileiros, a quem eu considero os vencedores do campeonato mundial; vós brasileiros que a menos de poucas horas sereis aclamados campeões por milhares de compatriotas; vós que não possuis rivais em todo o hemisfério; vós que superais qualquer outro competidor; vós que eu já saúdo como vencedores!”.
No entanto, Paulo Machado de Carvalho, chefe da delegação brasileira que venceu as Copas de 1958 e 1962, e que na época era dirigente do São Paulo, pensava exatamente o contrário. Em visita à concentração da seleção no Estádio São Januário, na véspera da partida, Paulo encontrou vários políticos em campanha eleitoral fazendo discursos inflamados aos jogadores, além de jornalistas, fotógrafos e outras pessoas chegando a todo instante para tietar os "futuros campeões". Mesmo alertando o técnico Flávio Costa do risco que aquilo tinha para a concentração dos atletas, Paulo não foi ouvido e, perplexo, falou ao seu filho Tuta, que o acompanhava: "Vamos perder".

## Preparação do Uruguai

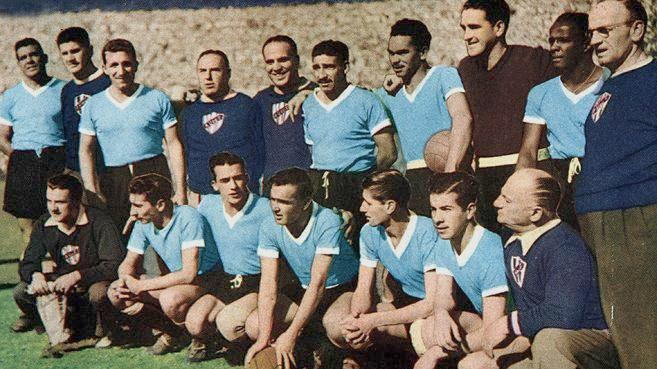
A seleção uruguaia momentos antes do início da partida.

No vestiário do Uruguai momentos antes da partida, o técnico Juan López Fontana determinou que uma estratégia defensiva seria o modo mais adequado de encarar o poder ofensivo brasileiro. Depois que ele saiu, Obdulio Varela, capitão do time, levantou-se e disse ao time, "Juancito é um bom homem, mas hoje, ele está errado. Se jogarmos defensivamente contra o Brasil, nosso destino não será diferente do da Espanha e Suécia." Varela então fez um emocionado discurso sobre como eles precisavam encarar todas as dificuldades e não serem intimidados pela torcida brasileira. O discurso, como depois foi confirmado, teve uma enorme importância no desfecho que teria a partida. Algo que ele disse foi "Muchachos, los de afuera son de palo. Que comience la función", que poderia ser traduzido como "Rapazes, quem está do lado de fora não joga. Que comece o espetáculo".
Outra das táticas psicológicas do capitão uruguaio foi a de comprar vários exemplares dos jornais que já proclamavam o Brasil como campeão do mundo, espalhá-los no chão dos banheiros dos vestiários e encorajar os companheiros a urinar nos jornais.

## Partida
A partida começou como já se esperava: a iminente avalanche brasileira contra o defensivo time uruguaio. Porém, diferente da Espanha e da Suécia, a linha defensiva do Uruguai conseguia segurar os muitos ataques brasileiros. O primeiro tempo acabou sem gols, e mesmo com o resultado ainda sendo favorável ao Brasil, a estratégia do Uruguai conseguiu diminuir a intensidade da torcida.
No dia seguinte, o jornal A Noite descreveu a partida: "Desde os primeiros momentos de luta verificou-se um fenômeno desconcertante: os uruguaios pareciam ser os "donos da casa" agindo no gramado com desenvoltura, sem se aperceberem dos fatos adversos. Havia entre eles a determinação de vencer e todas as suas forças foram mobilizadas nesse sentido. Conhecendo - pela continuidade das pelejas realizadas -  todos os recursos e táticas dos brasileiros, os orientais preestabeleceram um plano de ação e o puseram em execução de forma a anular a ação dos seus adversários. Conseguiram, afinal, seus objetivos, desmantelando nossa defesa e inutilizando nosso ataque. Para tanto, serviram-se da marcação cerrada exercendo severa vigilância principalmente sobre Zizinho, Jair e Ademir com o que anularam o potencial ofensivo do scratch nacional. "Jair acovardado e Ademir sem a mobilidade habitual foram envolvidos pela defesa contrária salvando-se apenas Zizinho que conseguia fugir a marcação de Gambeta, transformado em center half, enquanto Obdulio Varela se incumbira de Jair. Todas as táticas dos orientais surtiram efeito por que o trio atacante nacional não usou a tática dos deslocamentos tão proveitosa e eficiente nos jogos anteriores."." 

Gol de Friaça, da Seleção Brasileira. Arquivo Nacional.

Apesar das dificuldades, o primeiro gol da partida foi para o Brasil, marcado pelo são-paulino Friaça a apenas dois minutos do segundo tempo, o que acionou a torcida. Novamente Varela teve um importante papel ao pegar a bola e disputar a validade do gol com o juiz, alegando impedimento do jogador brasileiro. A ideia era ganhar tempo e esperar que o ânimo da torcida esfriasse para que o time uruguaio recuperasse a concentração. Assim que isso aconteceu, Varela permitiu o reinício, dizendo para seus companheiros: "Está na hora de vencer!"
O Uruguai reagiu. Apesar da sua admirável capacidade ofensiva, o time do Brasil mostrava falhas na sua defesa. A crônica do A Noite assim registrou: "a defesa apresentava falhas sensíveis em seu setor esquerdo por onde eram conduzidos os avanços dos orientais. Percebendo-se que enquanto desaparecia Bigode, aparecia, em uma tarde feliz, a ala direita integrada por Alcides Ghiggia e Julio Pérez de cujo setor partiriam concluídas com os dois gols que lhe deram a vitória".
Todas as seleções da Copa jogavam no esquema 3-2-2-3 conhecido como WM. O Brasil utilizava a diagonal, uma variação do WM criada por Flávio Costa. Mas o Uruguai atuou de forma diferente na final. Jonathan Wilson descreveu a tática uruguaia: "O técnico do Uruguai, Juan López Fontana, havia visto como a Suíça dominou o Brasil na primeira fase de grupos com seu sistema ferrolho, com os jogadores atrás da linha da bola e um zagueiro bem recuado, como último homem. A guerra tirou o Uruguai dos desenvolvimentos táticos na Europa, mas Fontana gostou do que viu, percebeu a eficácia da formação e ordenou ao lateral Matías González que ficasse recuado, quase como um líbero, o que significou que Eusebio Tejera, o outro lateral, se tornou efetivamente um zagueiro." Assim o recuo de González para a função de líbero, inspirado na Suíça e a orientação que Tejera ficasse preso, não subisse, acabou por formar uma espécie de linha de quatro. Wilson conclui: "Os dois alas uruguaios, Schubert Gambetta e Víctor Rodríguez Andrade, foram orientados para marcar os pontas brasileiros, Chico e Friaça, enquanto Obdulio Varela e os outros dois meias uruguaios jogaram mais recuados do que o habitual no que era essencialmente um precursor de um moderno 4-3-3." O esquema uruguaio revelou os enormes espaços nas laterais brasileiras deixando Bigode exposto aos avanços de Alcides Ghiggia e Julio Pérez.
Aos 21 minutos, Juan Alberto Schiaffino empatou o jogo. Restando apenas 11 minutos de jogo, Alcides Ghiggia disparou pelo lado direito do campo e, com um chute rasteiro que passou por baixo do corpo do goleiro Barbosa (pego de surpresa pois, pela posição do adversário, esperava um cruzamento como o que originou o gol de Schiaffino), marcou o gol que decretou a virada. A multidão morrera. E assim continuou até o árbitro da partida, George Reader da Inglaterra, apitar o fim do jogo. Ao final sobrou ainda para Barbosa: "Some-se a isso tudo a insegurança de Barbosa, que no primeiro tempo agiu sob grande tensão nervosa e no segundo se deixou vencer pelo chute de Ghiggia perfeitamente defensável".
Jules Rimet, presidente da FIFA e organizador da Copa, comentou o que acontecera: "“Fiquei perdido sem saber o que fazer. Encontrei Obdulio Varela, apertei a sua mão e entreguei a taça, sem dizer uma palavra. Ele também não respondeu. O silêncio do estádio não permitiu." 
Em uma entrevista, Ghiggia (autor do segundo gol) disse: "O silêncio era tão grande que se uma mosca estivesse voando por lá, ouviríamos o seu zumbido." 

### Estatísticas
| Geral               | Brasil | Uruguai |
| ------------------- | ------ | ------- |
| Gols marcados       | 1      | 2       |
| Finalizações totais | 30     | 16      |
| Finalizações certas | 15     | 5       |
| Escanteios          | 2      | 10      |
| Impedimentos        | 4      | 4       |
| Faltas cometidas    | 21     | 11      |

### Detalhes
| 16 de julho   | Brasil     | 1–2       | Uruguai                      | Estádio do Maracanã, Rio de Janeiro          |
| 15:00 (UTC-3) | Friaça 47' | Relatório | Schiaffino 66' · Ghiggia 79' | Público: 173,850 Árbitro: George Reader (FA) |

| Brasil | Uruguai |

|              |        |         |  |
|              |        |         |  |
| GO           | Brasil | Barbosa |  |
| LD           | Brasil | Augusto |  |
| ZG           | Brasil | Juvenal |  |
| LE           | Brasil | Bigode  |  |
| MC           | Brasil | Bauer   |  |
| MC           | Brasil | Danilo  |  |
| MO           | Brasil | Zizinho |  |
| MO           | Brasil | Jair    |  |
| PD           | Brasil | Friaça  |  |
| CA           | Brasil | Ademir  |  |
| PE           | Brasil | Chico   |  |
| Treinador:   |        |         |  |
| Flávio Costa |        |         |  |

| GO                 | Uruguai | Roque Máspoli            |
| LB                 | Uruguai | Matías González          |
| LD                 | Uruguai | Víctor Rodríguez Andrade |
| ZG                 | Uruguai | Eusebio Tejera           |
| LE                 | Uruguai | Schubert Gambetta        |
| MC                 | Uruguai | Julio Pérez              |
| MC                 | Uruguai | Obdulio Varela           |
| PD                 | Uruguai | Alcides Ghiggia          |
| CA                 | Uruguai | Juan Alberto Schiaffino  |
| CA                 | Uruguai | Omar Oscar Míguez        |
| PE                 | Uruguai | Rubén Morán              |
| Treinador:         |         |                          |
| Juan López Fontana |         |                          |

| Árbitros assistentes: Arthur Ellis (FA) George Mitchell (SFA) | Regras do jogo - 90 minutos - Não são permitidas substituições |

## Classificação final do quadrangular pós-jogo
| Quadrangular final                                  | Quadrangular final | Quadrangular final | Quadrangular final | Quadrangular final | Quadrangular final | Quadrangular final | Quadrangular final | Quadrangular final | Quadrangular final |
| Pos                                                 | Seleção            | Pts                | J                  | V                  | E                  | D                  | GP                 | GC                 | SG                 |
| --------------------------------------------------- | ------------------ | ------------------ | ------------------ | ------------------ | ------------------ | ------------------ | ------------------ | ------------------ | ------------------ |
| 1                                                   | Uruguai            | 5                  | 3                  | 2                  | 1                  | 0                  | 7                  | 5                  | +2                 |
| 2                                                   | Brasil             | 4                  | 3                  | 2                  | 0                  | 1                  | 14                 | 4                  | +10                |
| 3                                                   | Suécia             | 2                  | 3                  | 1                  | 0                  | 2                  | 6                  | 11                 | −5                 |
| 4                                                   | Espanha            | 1                  | 3                  | 0                  | 1                  | 2                  | 4                  | 11                 | −7                 |
| *Notas: 2 pontos para o vencedor e 1 para o empate. |                    |                    |                    |                    |                    |                    |                    |                    |                    |

| Resultados do quadrangular final | Resultados do quadrangular final | Resultados do quadrangular final | Resultados do quadrangular final |
| -------------------------------- | -------------------------------- | -------------------------------- | -------------------------------- |
| 9 de julho                       | Uruguai                          | 2 – 2                            | Espanha                          |
| 9 de julho                       | Brasil                           | 7 – 1                            | Suécia                           |
| 13 de julho                      | Brasil                           | 6 – 1                            | Espanha                          |
| 13 de julho                      | Uruguai                          | 3 – 2                            | Suécia                           |
| 16 de julho                      | Suécia                           | 3 – 1                            | Espanha                          |
| 16 de julho                      | Brasil                           | 1 – 2                            | Uruguai                          |

|  |          |
|  | Campeã   |
|  | Vice     |
|  | 3º lugar |

## Depois da partida
Com aquele resultado e com a consequente ruína da celebração, os organizadores da Copa do Mundo deixaram Jules Rimet sozinho no campo, com a taça nas mãos. Sem nenhuma cerimônia para ajudá-lo, Jules Rimet acabou por chamar Varela para entregar-lhe a taça. Este foi o segundo e, até o presente momento, o último título mundial conquistado pelo Uruguai.
Ghiggia relatou que, após a partida, o tesoureiro da delegação uruguaia sumira e os jogadores tiveram de juntar o pouco de dinheiro que tinham consigo para arranjar sanduíches e cervejas para comemorar.
A sociedade brasileira ficou em estado de choque com o desfecho dessa copa. Muitos jornais pareciam não aceitar o fato de que a seleção tinha sido derrotada. Como a manchete de capa: "Nunca tantos sofreram por tão poucos...", o jornal A Noite registrou: "Tão grande foi o choque causado pela derrota de ontem que a impressão era de que se estava fora da realidade. Não era possível que aquele mesmo conjunto que superou nitidamente a Iugoslávia, que arrasou a Suécia, que massacrou a Espanha fosse tombar na última jornada, justamente, diante de um adversário que já é então nosso conhecido e por tantas vezes tem sido nosso freguês até em goleadas. Mas não era sonho, era um pesadelo, na verdade, mas em plena realidade." A derrota fez o jornal refletir sobre outros desempenhos em competições internacionais: "Os brasileiros ainda não saíram do estado de ânimo provocado pela decepcionante atuação do nosso selecionado na final da Copa do Mundo. Ninguém encontra explicações para o revés, justamente porque, em nenhuma outra oportunidade foi tão propícia a conquista do título que deixamos fugir como principiantes de football. Repetiu-se a história de campeonatos passados. Na França perdemos por um erro infantil de Domingos e no último campeonato sul-americano fomos derrotados pelos paraguaios, só não perdendo o título por que, realmente, os outros adversários eram muitos fracos".
Dos 11 atletas brasileiros que jogaram contra o Uruguai, quatro deles nunca mais jogaram pela seleção: Augusto, Juvenal, Bigode e Chico. Apenas Bauer voltaria a uma Copa do Mundo. Apesar de sete dos onze jogadores terem retornado à seleção após 1950, a maioria deles teve poucas oportunidades: Barbosa só fez mais uma partida, em 1953; Danilo, mais cinco partidas, em 1953; Friaça, mais duas, em 1952, e Jair, mais duas, em 1956.
Vicente Feola, que fez parte da comissão técnica da Seleção de 1950, elaborou um relatório após a decisão no qual culpou o otimismo exagerado: "Nessa partida, o quadro nunca encontrou a melhor partida. Não executou o plano traçado. A exceção de Augusto, que foi o ponto alto do quadro, e Bauer e Zizinho que jogaram regularmente bem, os demais não estiveram dentro de suas possibilidades. A grande emoção, a enorme responsabilidade, o ambiente excessivamente otimista que se formou, tudo isso se refletiu na produção do quadro que se formou. Onde estivemos, e ninguém pode negar, até festejos e publicações antecipadas, comemorando a vitória, surgiram, no maior dos entusiasmos. Os torcedores apaixonados, por um lado, e os gananciosos aproveitadores de outro, não se lembravam que para sermos campeões tinham que vencer o último obstáculo. Esses mesmos nunca apareceram quando o quadro esteve numa fase má, para confortar e incentivar. Apenas surgiram quando tudo, presumivelmente, seria fácil. Então, batiam nas costas dos jogadores e diziam: "Como é. Está tudo em ordem? Não precisam de mais nada? Se precisarem é só dizer. Estamos às ordens. Como é? Vamos ganhar de quanto? Vai ser goleada?"".
A Confederação Brasileira de Desportos decidiu mudar a cor dos uniformes da seleção, pois considerou o azar como motivo da derrota. Antes do Maracanaço, o uniforme titular brasileiro era composto de camisa branca com gola azul e calções azuis, tendo sido mudado para o que é usado até hoje, camisa amarela com gola verde e calções azuis, desenhado por Aldyr Garcia Schlee em 1953. A própria seleção passou mais de dois anos sem entrar em campo após a Copa de 1950.

## A Lenda do Tapa
No Brasil, surgiu uma lenda de que, durante a partida, o lateral-esquerdo Bigode teria levado um tapa de Obdulio Varela, o capitão do time do Uruguai e que, por isso, Bigode teria ficado com medo e não teria acompanhado Ghiggia no lance do segundo gol uruguaio. No entanto, os jogadores, assim como os torcedores que assistiram a partida, sempre negaram que o tal tapa ocorreu. O próprio Varela disse que jamais agrediu Bigode.